# Abadía de Nuestra Señora de La Trappe
La abadía de Nuestra Señora de la Trappe en Normandía Soligny-la-Trappe es la sede principal y originaria de los monjes trapenses. Los dominios pantanosos en Normandía en los que la Trappe se asentó, formaban parte inicialmente de los territorios de Rotrou III, señor del condado de le Perche (1070-1144). Este conde construyó una capilla que fue bendecida por los benedictinos hacia 1140. Cuando la congregación se conformó en 1147 en Claraval (ver el artículo de la abadía de Císter), tomó los monjes bajo la nueva orden. Posteriormente el monasterio contó con una modesta prosperidad.
La miseria de las guerras y el saqueo durante los siglos XIV y XV causó un importante revés en la vida de los monjes. Cuando en 1532 el comendador tomó posesión de la abadía observó el deterioro espiritual así como material. La Trappe eventualmente habría perecido en el siglo XVII de no ser porque el abad in commendam, Jean de Rancé, que había adoptado de nuevo la vida monástica, introdujo una reforma. Como ahijado de Richelieu, Rance había disfrutado una feliz vida en la sociedad hedonista de su tiempo, pero la muerte de un ser querido le llevó a reflexionar, y decidió retirarse en la abadía de que él tenía in commendam. En virtud de su fuerte liderazgo restauró la comunidad.
Durante la Revolución francesa parte de la comunidad, bajo la dirección de Augustin de Lestrange huyó a Suiza. En 1815 la comunidad regresó después de un exilio de 24 años lejos de su tierra natal.
En 1895 comenzó la construcción de la actual iglesia de la abadía, la tercera en la historia de la abadía. En 1966 cambian el nombre de la Grande Trappe a La Trappe. A partir de La Trappe se fundaron varios monasterios: Bellefontaine, Timadeuc, Tre Fontane, Échourgnac así como la abadía de Westmalle.
Las monjas trabajan en la granja, en la elaboración de productos lácteos y en la panadería. El actual abad es dom Guerric Reitz Séjotte.